# Montevideo (Minnesota)
Montevideo és una població dels Estats Units a l'estat de Minnesota. Segons el cens del 2008 tenia 5.462 habitants.

## Demografia
Segons el cens del 2000, Montevideo tenia 5.346 habitants, 2.353 habitatges, i 1.444 famílies. La densitat de població era de 459,7 habitants per km².
Dels 2.353 habitatges en un 28,6% hi vivien nens de menys de 18 anys, en un 48,6% hi vivien parelles casades, en un 9,2% dones solteres, i en un 38,6% no eren unitats familiars. En el 34,8% dels habitatges hi vivien persones soles el 18,3% de les quals corresponia a persones de 65 anys o més que vivien soles. El nombre mitjà de persones vivint en cada habitatge era de 2,24 i el nombre mitjà de persones que vivien en cada família era de 2,89.
Per edats la població es repartia de la següent manera: un 24,5% tenia menys de 18 anys, un 8% entre 18 i 24, un 24,3% entre 25 i 44, un 22,6% de 45 a 60 i un 20,6% 65 anys o més.
L'edat mediana era de 40 anys. Per cada 100 dones de 18 o més anys hi havia 86,3 homes.
La renda mediana per habitatge era de 32.447$ i la renda mediana per família de 44.706$. Els homes tenien una renda mediana de 30.838$ mentre que les dones 19.013$. La renda per capita de la població era de 18.025$. Entorn del 4,7% de les famílies i el 10,1% de la població estaven per davall del llindar de pobresa.

## Poblacions més properes
El següent diagrama mostra les poblacions més properes.